# ウォルター・シスル
ウォルター・シスル（Walter Max Ulyate Sisulu、1912年5月18日 - 2003年5月5日）は、南アフリカ共和国の政治家。

## 生涯
1912年5月18日、南アフリカのトランスカイのエンコボに生まれる。母のアリス・シスルは、黒人の家政婦であったが、父のヴィクター・ディケンソンは、白人の公務員であった。地方のミッション・スクールで教育を受け、1926年には、働き始める。1928年、ヨハネスブルグに移住し、いろいろな仕事を経験する。
1940年、アフリカ民族会議(ANC)に加入する。1943年に、ネルソン・マンデラやオリバー・タンボと共に、ANC青年同盟に加入する。なお、委員長はアントン・レンベデが就任するが、シスルは財務担当につく。1944年には、活動家のアルベルティーナと結婚する。シスルは、アフリカ民族会議にオルグとして頭角を表す。1949年に、アフリカ民族会議の書記長(Secretary General)に選ばれる。1952年、不服従キャンペーンを展開する。その年、シスルは逮捕されるものの、執行猶予の判決を受ける。1953年、シスルは、アフリカ民族会議代表として、ヨーロッパ諸国、ソビエト連邦、イスラエル、中国を歴訪する。1954年まで、書記長職に在職するが、次の書記長はオリバー・タンボである。1953年から、1963年まで、7回も刑務所に収監される。1962年に、反逆罪で逮捕されたが、保釈請求して保釈されたとき、逃亡した。1963年7月14日、リヴォニアで逮捕されるまで、地下活動に従事した。ネルソン・マンデラらと共に、『リヴォニア裁判』を受け、1964年6月12日、終身刑の判決を受ける。ロベン刑務所で、ネルソン・マンデラとともに懲役生活を送る。1982年5月、マンデラらとともにポルス・ムーア刑務所に移る。
26年間の獄中生活の後、1989年10月15日、釈放される。1991年7月、アフリカ民族会議の合法化初の全国大会で、ネルソン・マンデラの後任として、副議長(Deputy President)に選出される。1994年まで、副議長職に在職し、タボ・ムベキにその職を引き継ぐこととなる。
2003年5月5日、死去。91歳の誕生日の直前であった。